# 井土ケ谷上町
井土ケ谷上町（いどがやかみまち）は、神奈川県横浜市南区の地名。「丁目」の設定のない単独町名である。住居表示実施済み区域。

## 地理
南区の中央部に位置し、東に井土ケ谷中町、南東に弘明寺町、南西に六ツ川、西に永田南、北西に永田東と接している。

### 地価
住宅地の地価は、2024年（令和6年）7月1日の公示地価によれば、井土ケ谷上町23-27の地点で29万4000円/m²となっている。

## 歴史

### 沿革
- 1936年（昭和11年）11月1日 - 井土ケ谷町の一部を分離し、井土ケ谷上町を新設。横浜市中区井土ケ谷上町となる[7]。
- 1943年（昭和18年）12月1日 - 南区を新設し、横浜市南区井土ケ谷上町となる[8]。
- 1969年（昭和44年）10月1日 - 行政区再編成により、南区を再配置。横浜市南区井土ケ谷上町となる[9]。
- 1976年（昭和51年）7月26日 - 住居表示を実施。弘明寺町の一部を井土ケ谷上町に編入[10]。

## 世帯数と人口
2025年（令和7年）6月30日現在（横浜市発表）の世帯数と人口は以下の通りである。
| 町丁         | 世帯数    | 人口    |
| ------------ | --------- | ------- |
| 井土ケ谷上町 | 1,695世帯 | 3,042人 |

### 人口の変遷
国勢調査による人口の推移。
| 年                 | 人口  |
| ------------------ | ----- |
| 1995年（平成7年）  | 2,980 |
| 2000年（平成12年） | 3,011 |
| 2005年（平成17年） | 3,060 |
| 2010年（平成22年） | 3,021 |
| 2015年（平成27年） | 3,046 |
| 2020年（令和2年）  | 3,087 |

### 世帯数の変遷
国勢調査による世帯数の推移。
| 年                 | 世帯数 |
| ------------------ | ------ |
| 1995年（平成7年）  | 1,214  |
| 2000年（平成12年） | 1,286  |
| 2005年（平成17年） | 1,378  |
| 2010年（平成22年） | 1,448  |
| 2015年（平成27年） | 1,512  |
| 2020年（令和2年）  | 1,616  |

## 学区
市立小・中学校に通う場合、学区は以下の通りとなる（2024年11月時点）。
| 番・番地等 | 小学校                 | 中学校           |
| ---------- | ---------------------- | ---------------- |
| 全域       | 横浜市立井土ケ谷小学校 | 横浜市立南中学校 |

## 事業所
2021年（令和3年）現在の経済センサス調査による事業所数と従業員数は以下の通りである。
| 町丁         | 事業所数 | 従業員数 |
| ------------ | -------- | -------- |
| 井土ケ谷上町 | 94事業所 | 731人    |

### 事業者数の変遷
経済センサスによる事業所数の推移。
| 年                 | 事業者数 |
| ------------------ | -------- |
| 2016年（平成28年） | 90       |
| 2021年（令和3年）  | 94       |

### 従業員数の変遷
経済センサスによる従業員数の推移。
| 年                 | 従業員数 |
| ------------------ | -------- |
| 2016年（平成28年） | 726      |
| 2021年（令和3年）  | 731      |

## 施設
- 横浜市立井土ケ谷小学校
- 横浜南郵便局
- 住吉神社
- 乗蓮寺

## その他

### 日本郵便
- 郵便番号 : 232-0051[3]（集配局：横浜南郵便局[20]）

### 警察
町内の警察の管轄区域は以下の通りである。
| 番・番地等 | 警察署   | 交番・駐在所 |
| ---------- | -------- | ------------ |
| 全域       | 南警察署 | 井土ケ谷交番 |